# 九龍壁
九龍壁（きゅうりゅうへき）、九龍屏風（きゅうりゅうびょうぶ）とは、9匹の龍のレリーフが描かれた壁。明・清代の中国で盛んに製作され、王宮や庭園の門の前に目隠し用の塀として建てられた。

## 九龍壁の一覧

### 中国

#### 中国三大九龍壁
- 大同の九龍壁（山西省大同市平城区、明代14世紀）：中国に現存する最大かつ最古の九龍壁とされる。明の初代皇帝朱元璋の十三男の代王朱桂の邸宅前に建てられた[1][2]。
- 故宮の九龍壁（北京市、清代18世紀）：故宮博物院内にある皇極門の向かい側にある瑠璃装飾の壁[3]。乾隆帝37年（1772年）に建造された[4]。
- 北海公園の九龍壁（北京市、清代）：故宮の北西に位置する庭園内にある全長27mの両面ガラス張りの壁[2]。

#### その他の中国の九龍壁
- 平遥古城

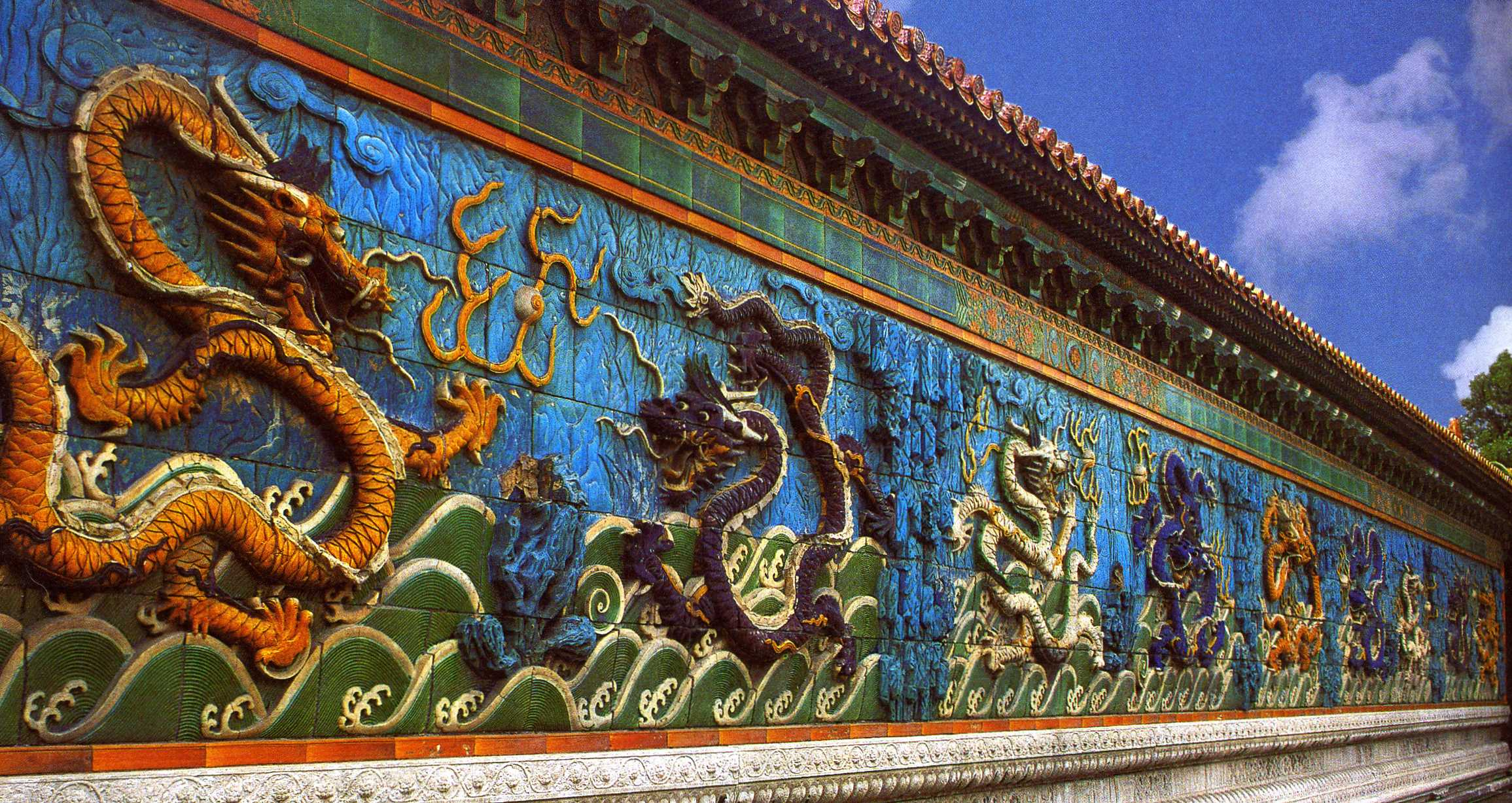
故宮の九龍壁
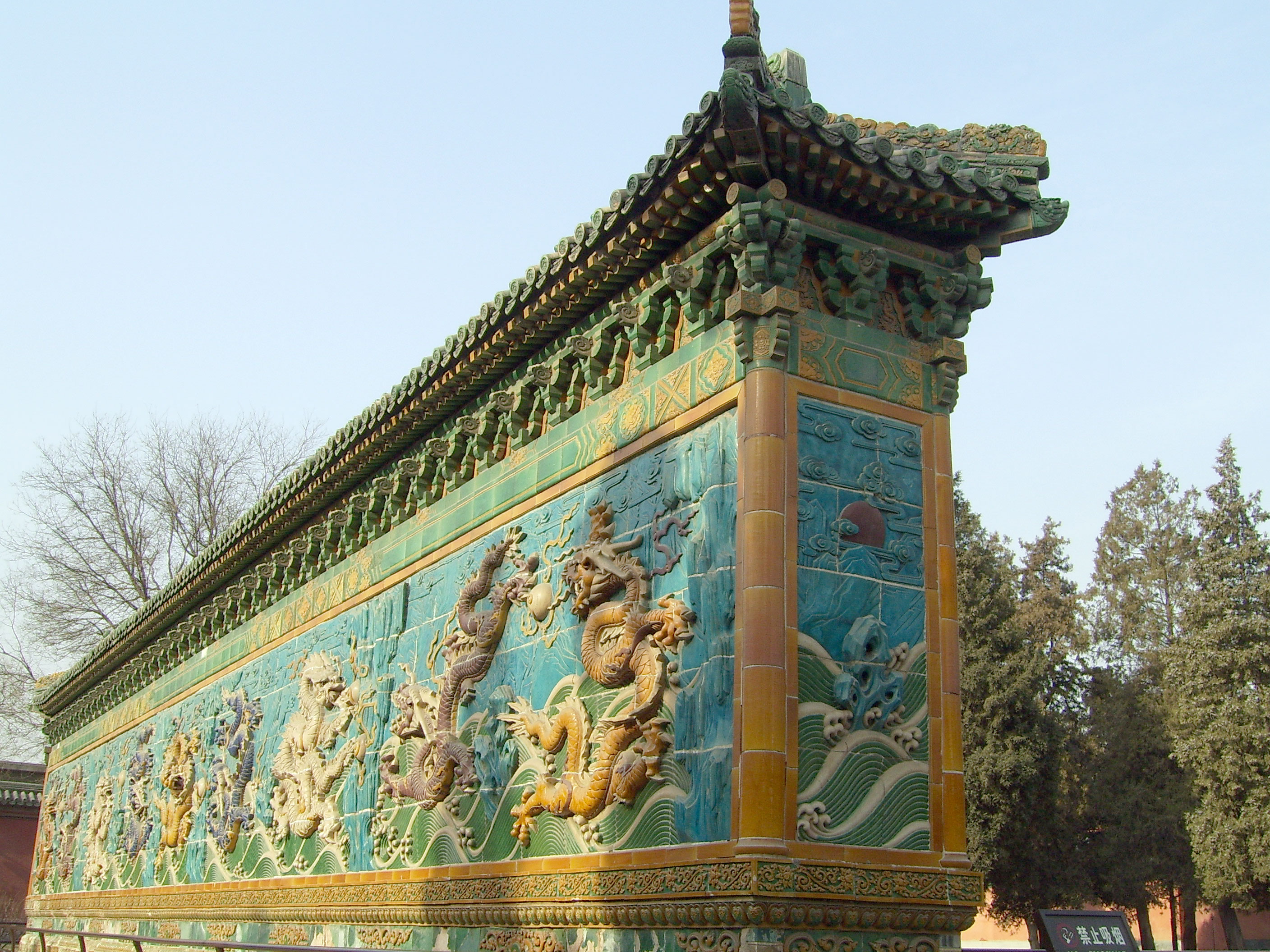
北海公園の九龍壁
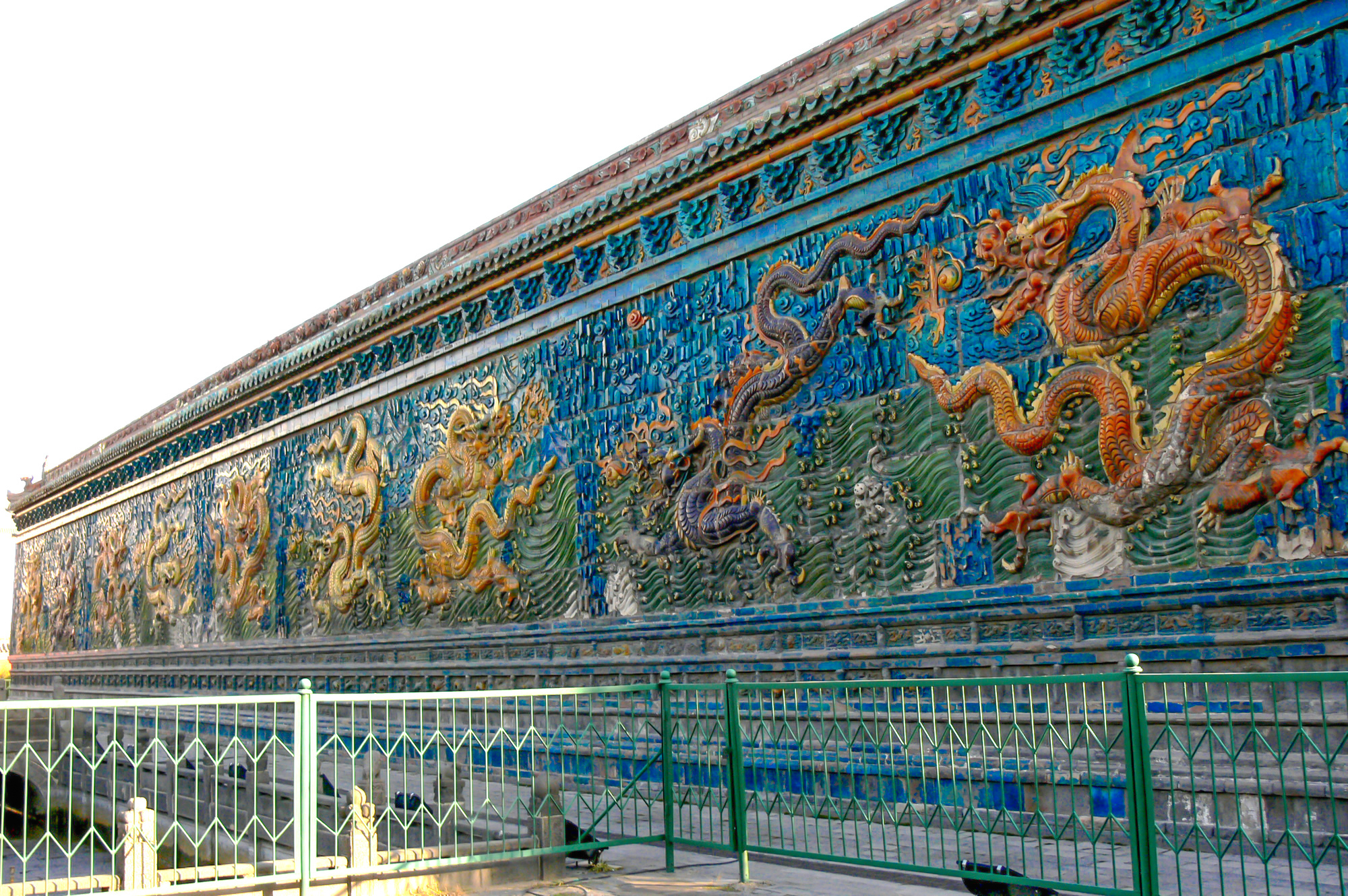
大同の九龍壁
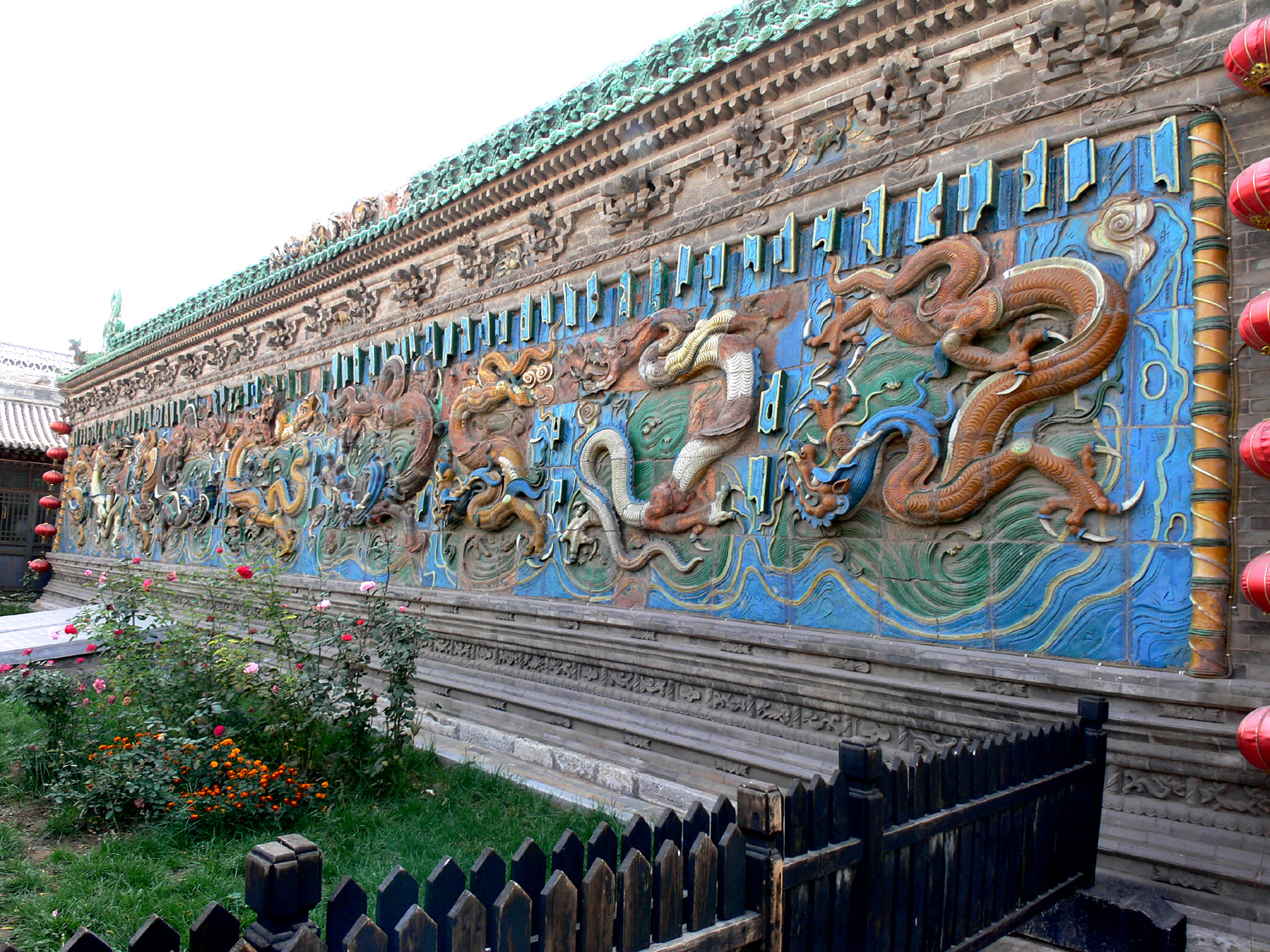
平遥古城の九龍壁

### 日本
- 九龍陳列窓（神奈川県横浜市）：横浜中華街西門通りにある九龍壁。中国文化や中華街の情報発信を行う展示スペースを伴っており、本場北京で製作された[5]。
- 越前大仏（清大寺）の九龍壁（福井県勝山市）

### その他の地域
- シカゴの中華街（英語版）(  アメリカ合衆国 )：中国の釉薬瓦でできた九龍壁。北海公園の九龍壁を複製したもの[6]。
- ミシサガ中国センター (  カナダ )
- ハウパーヴィラ (  シンガポール )
- 油麻地の天后廟（英語版）(  香港 )
- 黄大仙祠 (香港) (  香港 )
- 湾仔区[7]